# Serra Branca (Santa Cruz da Graciosa)
A Serra Branca que faz parte do Complexo da Serra Branca é uma elevação situada nas freguesias de Guadalupe e da Luz, no concelho de Santa Cruz da Graciosa, ilha Graciosa, Açores.
Este acidente geográfico de origem vulcânica constitui-se num conjunto de estruturas vulcânicas grosseiramente agrupadas em torno de um alinhamento paralelo ao eixo do Rifte da Terceira, com a sua cota máxima a 375 metros de altitude, na zona onde está implantado o Parque Eólico da Graciosa.
A suas escarpas dão forma ao troço mais elevado da costa da ilha, com uma falésia que atinge mais de 300 m de altura, em grande parte composta por traquito (de cor clara) que dá o nome à Serra.